# Nishitōkyō
Nishitōkyō (wörtlich: „West-Tōkyō“; jap. 西東京市 Nishi-Tōkyō-shi) ist eine Stadt in der Präfektur Tokio westlich von Tokio.

## Geographie
Nishitōkyō liegt westlich von Tokio.

## Geschichte
Die Stadt wurde am 21. Januar 2001 als Zusammenschluss der Städte Hōya und Tanashi gegründet.

## Verkehr
- Zug:
  - Seibu Ikebukuro-Linie: nach Tokorozawa und Ikebukuro
  - Seibu Shinjuku-Linie: nach Shinjuku und Kawagoe

## Sport
Nishitōkyō war der Sitz der Eishockeymannschaft Seibu Prince Rabbits.

## Persönlichkeiten
- Shōta Fukuoka (* 1995), Fußballspieler
- Aoi Miyazaki (* 1985), Schauspielerin
- Mitsunari Musaka (* 1991), Fußballspieler
- Kyary Pamyu Pamyu (* 1993), Sängerin, Model und Bloggerin
- Ryunosuke Sato (* 2006), Fußballspieler

## Angrenzende Städte und Gemeinden
- Kodaira
- Koganei
- Musashino
- Higashikurume
- Tokio: Stadtbezirk Nerima
- Niiza